# آخرین مرحله (فیلم ۱۳۷۴)
آخرین مرحله فیلمی به کارگردانی و نویسندگی محسن محسنی‌نسب محصول سال ۱۳۷۴ است.
حسین یاری برای این فیلم جایزه سیمرغ بلورین بهترین بازیگر نقش مکمل مرد را از چهاردهمین جشنواره فیلم فجر دریافت کرد

## خلاصه داستان
گروهی از رزمندگان ایرانی در یک نبرد نابرابر در مقابل هجوم نیروهای عراقی گرفتار می‌شوند اما با راهنمایی و کمک سید «فرمانده عملیات منطقه» آن‌ها تا پای جان ایستادگی می‌کنند که ناگهان با بمباران شیمیایی عراق روبرو می‌شوند و دیگر کاری از آن‌ها ساخته نیست. در این بین یوسف مسئول گروه شناسایی شهید می‌شود و علی که جانشین او می‌شود مأموریت می‌یابد که نزد مهندس سید صدرا صفایی برود و از او تقاضا کند تا برای شناسایی بمب‌های شیمیایی و آموزش نحوهٔ مقابله با آن‌ها به جبهه بیاید اما صدرا حاضر به رفتن نیست تا اینکه صدرا در مسیر رفتن نبرد خانوادهٔ یوسف برای رساندن خبر شهادت او به خانواده‌اش منقلب شده و به جبهه می‌رود و همراه گروه شناسایی برای منهدم کردن انبار مهمات دشمن عازم عملیات می‌شود و در بازگشت با شهادت دوستانش، صدرا به راز سید، فرماند عملیات منطقه که همیشه نقاب به صورت دارد نیز پی می‌برد.

## بازیگران
- جهانبخش سلطانی
- حسین یاری
- حسن عباسی
- حمید طالقانی
- علی غفاری
- احمد میررفیعی
- علی محسنی‌نسب
- مرتضی اکبری
- محمدرضا شرف‌الدین
- شبنم اعلایی
- مهدی فقیه
- حبیب‌الله کاسه‌ساز
- فرخ طالشانی
- محمدرضا عرب‌نژاد
- فیروز رحمانی
- اکبر نظری
- سعید نیک‌پور
- رضا نیک‌زاد